# Miomantis lamtoensis
Miomantis lamtoensis är en bönsyrseart som beskrevs av Gillon och Roger Roy 1968. Miomantis lamtoensis ingår i släktet Miomantis och familjen Mantidae. Inga underarter finns listade i Catalogue of Life.